# مهاراجه
مَهاراجه (به سانسکریت: महाराज)، که در گویش پارسی کهن به صورت «مَهراج» خوانده می‌شد، عنوان و لقبی سانسکریتی است برای «شاه بزرگ» یا «شاهِ والا». لقب متداول برای بانوان همتراز مهاراجه، مَهارانی است که می‌تواند هم به همسر مهاراجه گفته شود و هم به زنی که برای مدت زمانی حکومت می‌کند.